# Saint Motel
I Saint Motel sono un gruppo musicale indie pop/pop rock statunitense, formatosi a Los Angeles nel 2009.

## Storia
I membri fondatori sono il pianista e vocalist A/J Jackson e il chitarrista Aaron Sharp che si sono conosciuti mentre erano studenti di cinema alla Chapman University.
Reclutano il bassista Dak Lerdamornpong, che lavorava in un ristorante sushi nelle vicinanze, e il batterista Greg Erwin, che frequentava un college vicino e iniziano così a scrivere musica insieme.
Il primo EP è del 2009 e si intitola ForPlay. In seguito, nel 2012, pubblicano il primo album, Voyeur.
Nel 2014 la band ha pubblicato l'EP My Type con la Parlophone il 17 agosto nel Regno Unito e il 19 agosto negli Stati Uniti. La band ha intrapreso un tour estivo a sostegno. La canzone My Type inoltre è stata descritta come la "canzone del giorno" il 30 settembre a Cosmopolitan Italia. In risposta alla loro ascesa della popolarità in Italia la band ha anche aggiunto una data nel loro Tour per il 2014. La canzone è stata anche aggiunta, nel settembre dello stesso anno, all'interno del videogioco FIFA 15
Il 12 febbraio 2015 il gruppo è ospite durante la terza serata del Festival di Sanremo esibendosi con My Type e  Cold cold man e ricevendo la targa disco di platino FIMI.
Per la stagione di Serie A 2015-2016 My Type verrà suonata a ogni gol segnato in casa dalla Lazio all'Olimpico di Roma.
A luglio 2016 annunciano per il 21 ottobre dello stesso anno la pubblicazione del loro quarto album "saintmotelevision". Il 12 agosto 2016 pubblicano il primo singolo "Move" con un video a 360 gradi. A settembre pubblicano in esclusiva con Billboard il secondo singolo "You can be you".

## Discografia

### Album in studio
- 2012 – Voyeur
- 2016 – Saintmotelevision

### EP
- 2009 – ForPlay
- 2014 – My Type
- 2018 – Saintmoteltelevision B-Sides
- 2019 – The Original Motion Picture Soundtrack: Part 1
- 2020 – The Original Motion Picture Soundtrack: Part 2

### Singoli
- 2012 – Puzzle Pieces
- 2012 – At Least I Have Nothing
- 2013 – Honest Feedback
- 2013 – Feed Me Now
- 2013 – Benny Goodman
- 2014 – My Type
- 2014 – Ace in the Hole
- 2015 – Cold Cold Man
- 2016 – Move
- 2016 – You Can Be You
- 2016 – Born Again
- 2017 – Destroyer
- 2019 – Van Horn
- 2020 – Big Ol World
- 2020 – A Good Song Never Dies
- 2020 – Preach